# 安息角
安息角（あんそくかく）は、滑り出さない限界の角度を表す工学用語である。土質力学・粉体工学や機械工学で用いられており、それぞれの分野での意味が異なる。

## 土質力学・粉体工学

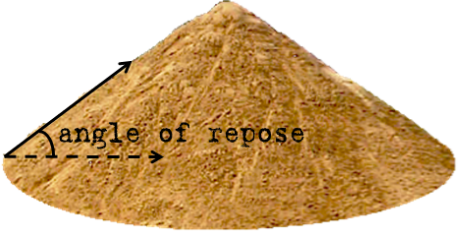
粉体の安息角
angle of repose

土（岩石片や砂など）や粉粒体（石炭粉など）を積み上げたときに、自発的に崩れることなく安定を保つ斜面の最大角度を「安息角」と呼ぶ。一般的な地上の斜面では35度前後、水中では1〜2度で滑りはじめる場合がある。
安息角は粒子の大きさと粒子の角の丸みや形状により決まる。例えば、山間地における急流部における川砂（砂利）では角が立っている礫材が多くあるので、急角度（約40度程度を形成することが多い）でも安定であるが、扇状地や、緩い河川の流域の礫材や海砂では角が取れているので緩やかな角度となり、流動してしまう。斜面に置かれたものが滑り出さずに留まることができる時の斜面の角度や摩擦係数に起因する。安息角が、土石における全体の安定形成を示す物理量となることは知られているが、この角度そのものが力学的にどのように作用されるかは、わからないままになっている。
|  |  |  |  |  |

| 書式ベース     | 基礎 | 安息角 |
| -------------- | ---- | ------ |
| 長方形         |      |        |
| 円             |      |        |
| 正方形         |      |        |
| 三角形         |      |        |
| ダブルフォーク |      |        |
| 小判           |      |        |
| 穴             |      |        |
| 二つの穴       |      |        |
| 複数の穴       |      |        |
| ランダム形式   |      |        |

### 素材と安息角

具体例
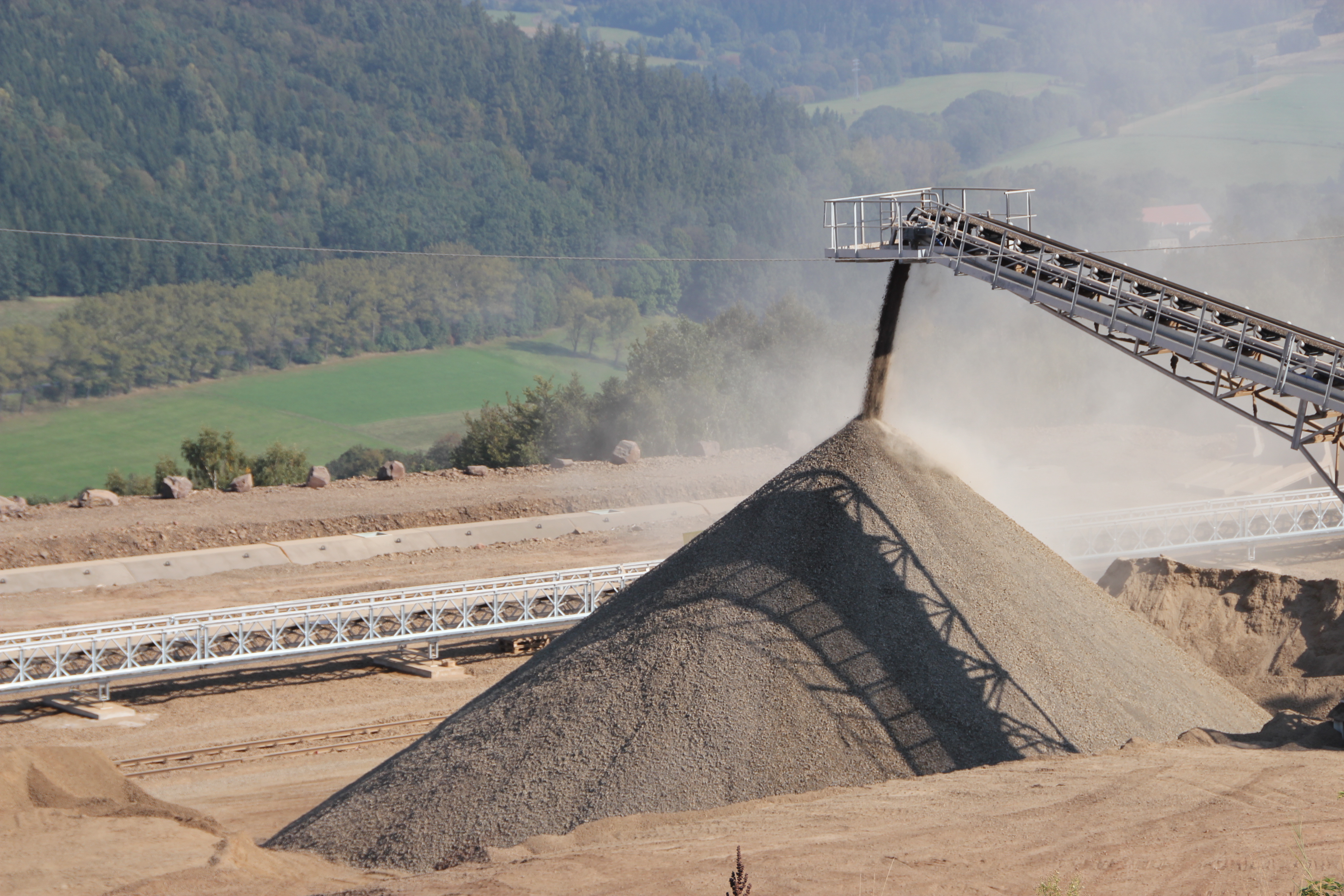
ベルトコンベア
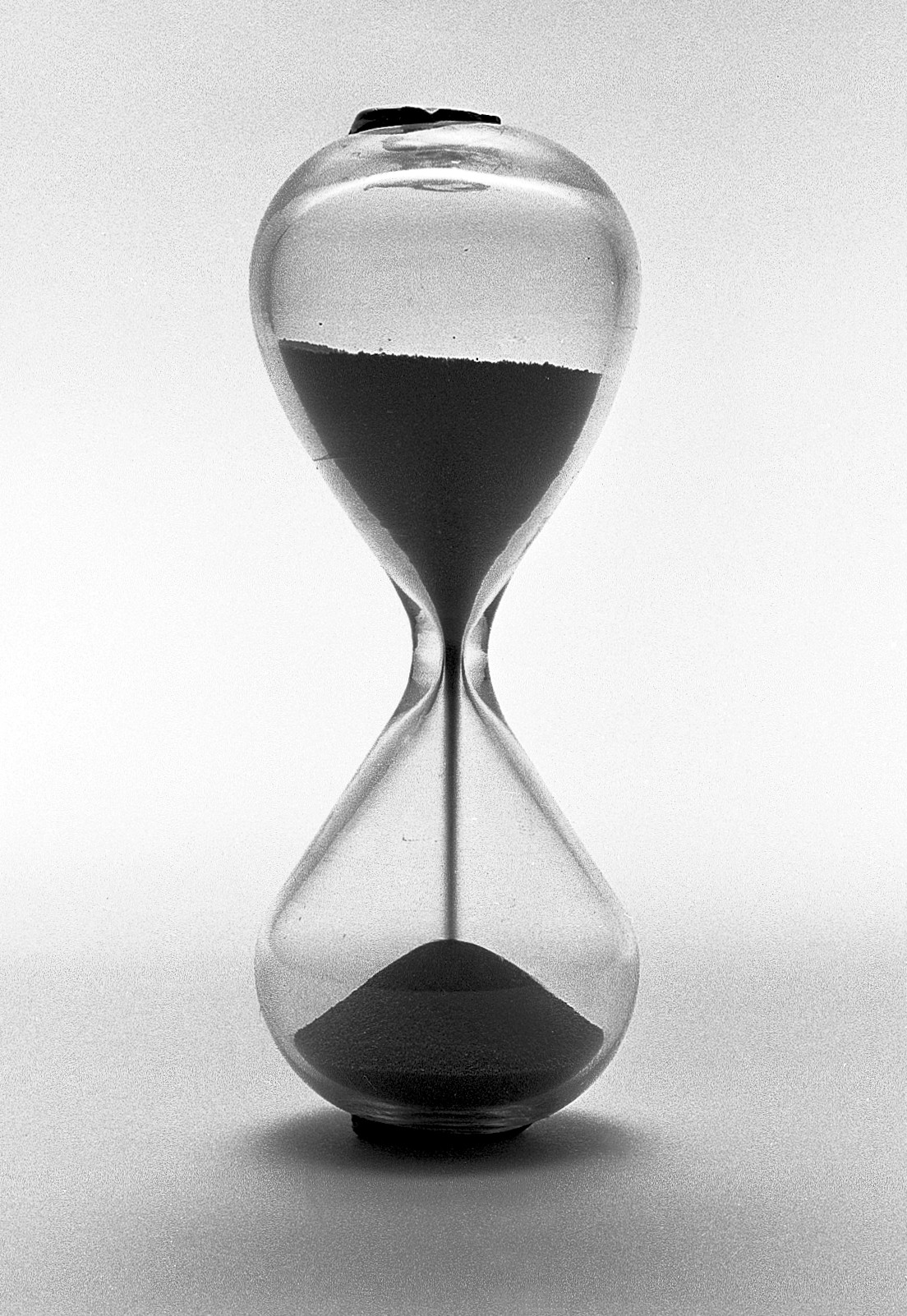
砂時計
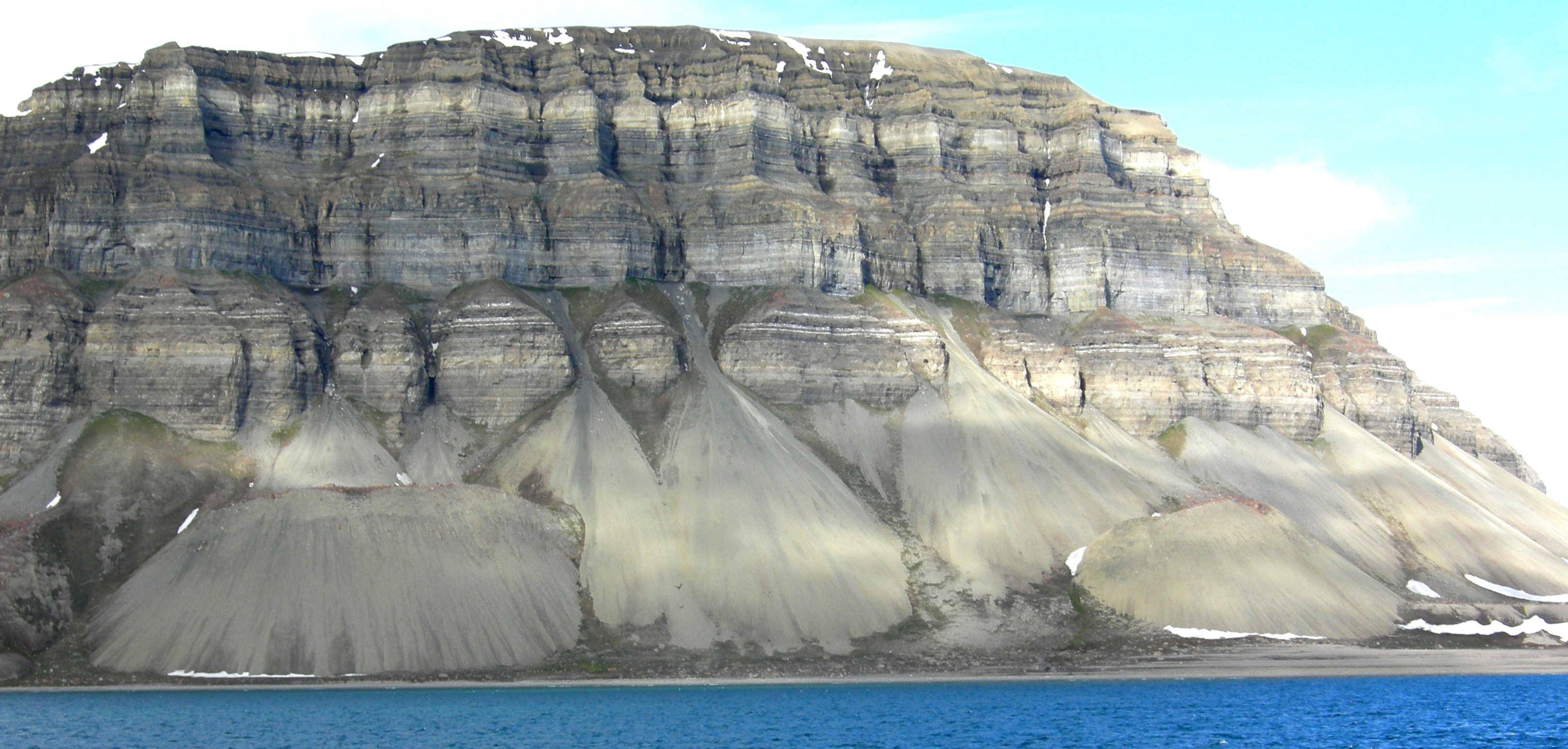
崖にできるものを崖錐と呼ぶ
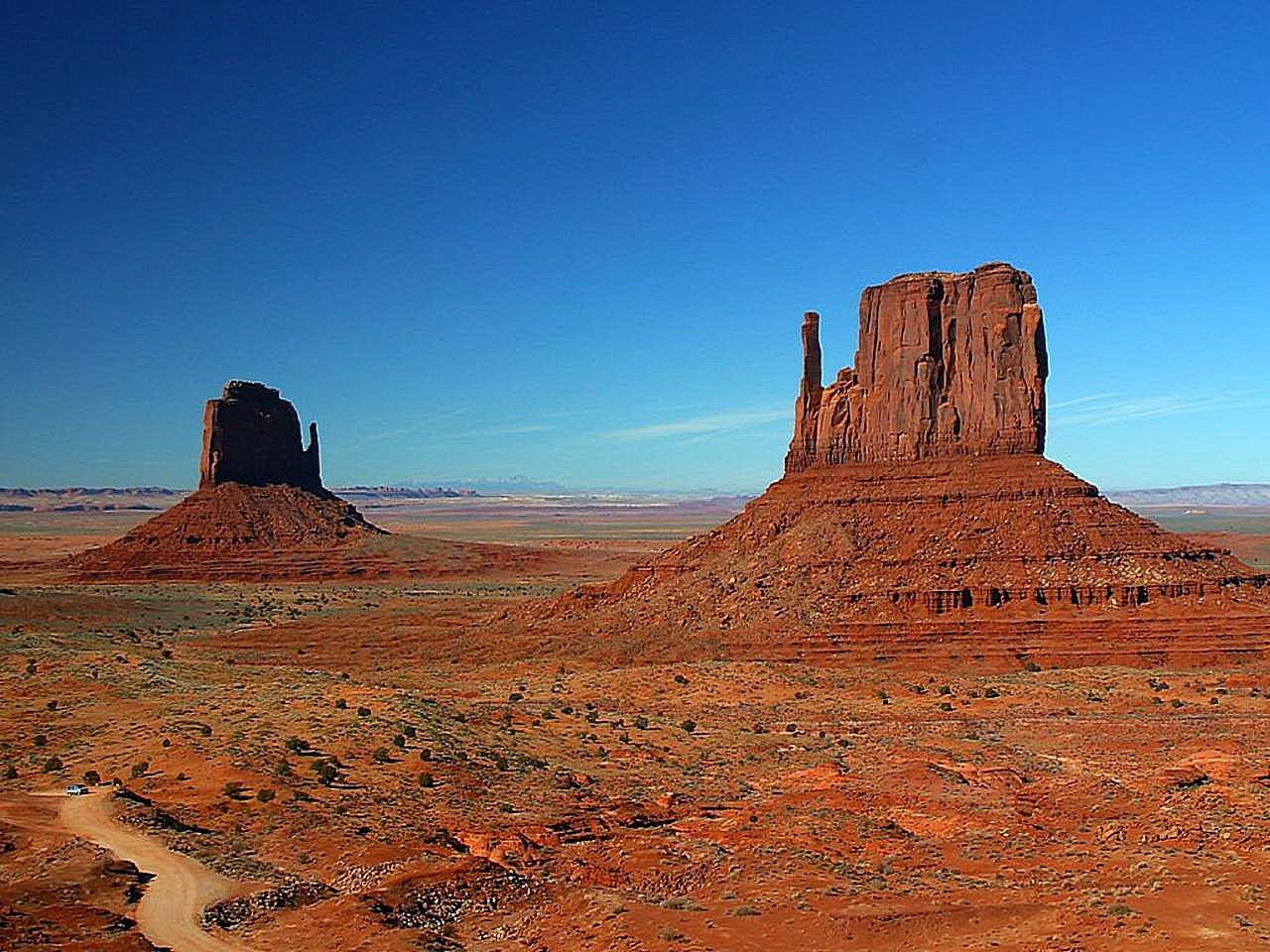
ビュートの裾
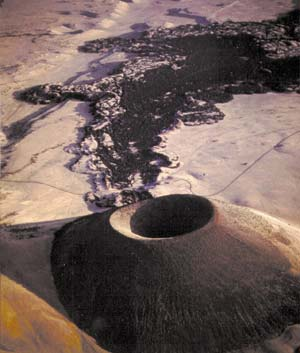
火山のスコリア丘
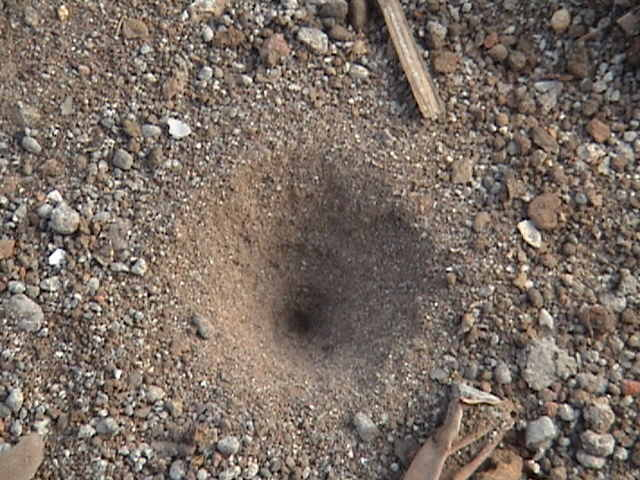
アリジゴクの巣

| 素材（状態）          | 安息角   |
| --------------------- | -------- |
| 灰                    | 40°      |
| アスファルト（破砕）  | 30 - 45° |
| 樹皮（wood refuse）   | 45°      |
| 糠                    | 30 - 45° |
| チョーク              | 45°      |
| 粘土（dry lump）      | 25 - 40° |
| 粘土（wet excavated） | 15°      |
| クローバーの種        | 28°      |
| ココナッツ（細切れ）  | 45°      |
| コーヒー豆（fresh）   | 35 - 45  |
| 土                    | 30 - 45° |

| 素材（状態）          | 安息角   |
| --------------------- | -------- |
| 穀粉（トウモロコシ）  | 30 - 40° |
| 穀粉（小麦）          | 45°      |
| 花崗岩                | 35 - 40° |
| 礫（砕石）            | 45°      |
| 礫（natural w/ sand） | 25 - 30° |
| 麦芽                  | 30 - 45° |
| 砂（dry）             | 34°      |
| 砂（water filled）    | 15 - 30° |
| 砂（wet）             | 45°      |
| 雪                    | 38°      |
| 尿素（顆粒）          | 27°      |
| 小麦                  | 27°      |

- 具体例
- ベルトコンベア
- 砂時計
- 崖にできるものを崖錐と呼ぶ
- ビュートの裾
- 火山のスコリア丘
- アリジゴクの巣

## 機械工学
ウォームギヤでは4度以上では滑り出すことになっている。すなわち、セルフロックを望むときにはねじの角度を小さくする必要があり、ウォームホィールからの逆駆動を望むときには複数条のねじにして径を小さくする。ウォームのねじり角が安息角（摩擦角）より大きければ逆駆動は可能である。